# كوم أبو راضي
قرية كوم أبو راضى هي إحدى القرى التابعة لمركز الواسطى في محافظة بني سويف في جمهورية مصر العربية. حسب إحصاءات سنة 2006، بلغ إجمالي السكان في كوم أبو راضى 6154 نسمة، منهم 3293 رجل و2861 امرأة. من أعلامها إبراهيم بدران وزير الصحة الأسبق والدكتور عثمان بدران وزير الزراعة الأسبق. بها منطقة صناعية وفيها مصنع ضخم لسامسونج قيمته مليار و400 مليون تحت الإنشاء منذ 2012.